# Kaniewo (powiat włocławski)
Kaniewo – wieś w Polsce położona w województwie kujawsko-pomorskim, w powiecie włocławskim, w gminie Boniewo.
W latach 1975–1998 miejscowość administracyjnie należała do województwa włocławskiego.
Obecnie wieś typowo rolnicza. Do 2001 roku ośrodek wydobywczy kredy jeziornej (2 kopalnie odkrywkowe). W miejscowości znajduje się XIX-wieczny pałac rodu Siewierskich. 